# サーカスの娘オルガ
『サーカスの娘オルガ』（サーカスのむすめオルガ）は山本ルンルンによる日本の漫画。『ハルタ』（KADOKAWA）にて、volume30からvolume66まで連載された。

## あらすじ
物語の舞台は、20世紀初頭、ロシア。トムスキィ・サーカスに売られた少女・オルガは、大富豪の息子・ユーリィに恋をした。身分違いの密かな恋を叶えるために、 オルガはサーカスでスターになることを決意する。

## 登場人物
オルガ
本作の主人公。父親が他界し、家族に見捨てられ、トムスキィ・サーカスに引き取られる。最初は故郷の事を引きずっており、根暗で内向的だったが、サーカスに入ってからは、気の強い性格になっていき、成長し、たくましくなる。サーカスに入団したばかりの時は裏方の雑用係だったが、アリーナに立つために練習に励み、後に綱渡りを担当するようになり、サーカスのスターとなる。ユーリィに恋心を抱き、彼が描いた絵が載っているクッキー缶を大切にしている。途中でスランプに陥り、アリーナに立てなくなるが、世界を変えるしかないと言う思いから、再び心に火が付き、トムスキィ・サーカスを去ろうとするレオについて行く事を決意する。ユーリィとレオ以外、同年代の友人がいないなど孤独な一面も。大人になってからは何人ものセックスフレンドと関係を持つようになるが、ユーリィと再開できるのをひたすら待っている。
ユーリィ・ジミードフ
本作のもう一人の主人公。大富豪の息子で家の跡取り。オルガが恋した相手。家がお菓子工場を経営している。天才画家でコンクールにも入選する程。トムスキィ・サーカスの常連客で、こっそり舞台裏も見に行ったりする。オルガ同様に気が強く、出会ったばかりの頃はオルガと喧嘩になったが、彼女の演技を見て惹かれていく。将来を決められている事や、自由な人生を送れない事に息苦しさを感じている。大人になってからは絵を描くのを止めてしまうが、芸術を愛する気持ちに変わりはなく、チニゼッリ・サーカスでのオルガの公演を見に来ていた。工場を継いで社長になるが、閉鎖が決まり、従業員を解雇せざるを得ない状況になり、罪悪感に苛まれる。オルガと同じく、世界を変えるしかないと言う思いから、家族と決別し、戦争時に志願兵として命がけで戦う。
レオ
サーカスでのオルガのパートナーで、天才的なマジシャン。両親も同じく芸人である。実はオルガより先にトムスキィ・サーカスにいたが、退団して学校に通っていた。しかし学生生活に不満を感じ、退学してトムスキィ・サーカスに戻って来た。人の心を見抜くのが得意で、オルガのユーリィに対する恋心に気づく。奔放な性格の女たらしで遊び人だが、オルガの才能を見極め、サポートしたり色々と助言をするなど、オルガの理解者でもある。常に上を目指しており、トムスキィ・サーカスを出て、チニゼッリ・サーカスへ行くことを決める。大人になってからも相変わらず女遊びをしているが、自分の利益のためにも、オルガに「結婚しよう」とプロポーズをする。しかし、オルガはずっと会いたかったユーリィを選んだ。
ミロン
インドから連れてこられた猿で、オルガの相棒。弱っている様子で売られていたのを見つけたオルガは、孤独だった自分と重ねる。名付け親はオルガ。周囲から可愛がられている。作中のマスコット的存在。
ターニャ
トムスキィ・サーカスの団員で綱渡り担当。オルガの先輩で、遠縁の親戚でもある。ぶっきらぼうだが意外と面倒見が良く、オルガの事を気にかけている。最初はオルガを厄介者扱いしていたが、熱心で情熱的なオルガの心を買い、芸を教える様になり、オルガをアリーナに立たせる事を決める。他にもオルガに様々なアドバイスをする。実力がある人気芸人だったが、途中で足を怪我してからはトムスキィ・サーカスの人気も落ちる。引退後は村医者と結婚し、数人の子供を持つ。
団長
トムスキィ・サーカスの団長。乱暴者だが、オルガを見守っては応援している。トムスキィ・サーカスが一旦解散してからも、オルガとレオの公演を見に来た。トムスキィ・サーカスが再結成してから再び団長として活躍する。
タマラ
トムスキィ・サーカスの食事係。
3人娘
トムスキィ・サーカスの団員で、年頃のミーハーな3人娘。スターになって行くオルガに嫉妬しながらも、何だかんだで認めており、オルガに手助けをしたりもする。
ラウラ
トムスキィ・サーカスの団員。オルガに陰湿ないじめをする。ポリーナの話によれば幼い頃に1人でトムスキィ・サーカスに来たと語られている。ディナーを奢ってもらうために、客と体の関係も持った。
ポリーナ
ラウラの従姉妹で、一緒に手を組んでオルガに対するいじめを行うことが多いが、ラウラよりは良心的な一面もあり、オルガの演技に魅了されていた。
フィアールカ
トムスキィ・サーカスの団員。空中ブランコ担当。周囲を振り回すかなりの天然な性格。失恋して演技にも支障が出ていたが、再び恋をして、演技にも本気を見せる様になる。
フィーシャ
トムスキィ・サーカスの団員。フィアールカの同期で、彼女の面倒見役を任されている。
エレーナ
ユーリィの婚約者で、気立てのいいお嬢様。最初はユーリィと出会って喧嘩になったオルガを庇ったり、オルガの演技に感動しファンになって、倒れたところを助けては看病したり、オルガの体調を心配して気遣い、サーカスの公演前に差し入れを持ってくるなど、親切に接していた。しかし、綱渡りの練習中に転落したオルガとそれを助けたユーリィの姿を目撃してしまい、気まずそうな表情を浮かべる。民衆を馬鹿にするミハエルをなだめたり、基本的に温和でおっとりしているが、通行人に悪口を言われて青ざめたり、汚い子供に抱きつかれて怯えるなど、神経質な一面もある。ユーリィと結婚をしても、彼自身は自分との結婚には乗り気ではなかった事を知り、ショックを受ける。
ジミードフ
ユーリィの父親。厳格な性格。息子に対して非常に支配的で、精神的なプレッシャーをかける。ユーリィが好きな事をして生きるのを許さない。戦争時にも、ユーリィが志願兵として戦おうと決意した事に対して批判的で、最後まで認める事はなかった。
ジミードフ夫人
ユーリィの母親。最初はオルガに優しかったが、オルガがユーリィと一緒にいる姿を見て「いやしい子」と言い放ってしまう。
アレクセイ
ユーリィの富豪一族の仲間で、大銀行の御曹司。ユーリィと仲は良いが、民衆に対しては冷徹で、「あっち側に生まれてこなくてホっとしてる」と言っている。ユーリィと共にトムスキィ・サーカスを見に来た。
アレクセイの妹
ユーリィ達とよく一緒に行動している。トムスキィ・サーカスを見に来た。
ミハイル
ユーリィの弟。高慢な性格で民衆を嫌っている。エレーナのボディーガード役も務めている。
レオの両親
トムスキィ・サーカスの団員。レオと同じく芸人であるが、元々は息子が同じ道を歩むのはあまり賛成ではなかったため、普通の人生を歩んで欲しいとレオを学校に入れた。退学して自由奔放にやるレオには少々手を焼いている。
チュンリー&シュエリー
トムスキィ・サーカスの団員。大陸からやってきた双子の姉妹。
ニコライ
ターニャに気がある弁護士。しかし、別人との婚約が決まり、ターニャの元から去ってしまう。それを見たターニャはショックを受けた様子でありながらも最後まで見送った。
ペトゥホフ
ラウラと肉体関係を持ったトムスキィ・サーカスの客。オルガにも手を出そうとした。
セルゲイ
ユーリィのファンで、絵画コンクールでユーリィの絵を見て衝撃を受けたと言っている。
エフレーム
志願兵として活動した時のユーリィの戦友。裕福な家庭で育ったが、親から勘当されてしまった。
ゾーヤ
食堂の娘で、レオの取り巻きの1人。
アンネンコフ
芸術関係の演出家。
ヴェーラ・ヤマーコヴァ
モスクワで女優をやっている。セルゲイと共にトムスキィ・サーカスを見に来た。オルガとユーリィをモスクワへとスカウトするが、今の場所に満足しているオルガには断られた。

## 書誌情報
- 山本ルンルン『サーカスの娘オルガ』 KADOKAWA〈ハルタコミックス〉、全3巻
  1. 2017年9月15日発売、ISBN 978-4-04-734632-1
  2. 2018年9月15日発売、ISBN 978-4-04-735133-2
  3. 2019年8月10日発売、ISBN 978-4-04-735627-6